# Оружие массового поражения Румынии
Предполагается, что Румыния начала заниматься развитием ядерных технологий как минимум не позже 1967 года, а начало разработки оружия массового поражения восходит к 1970-м годам. По некоторым данным, в 1980-е годы, ближе к концу правления Николае Чаушеску, в Румынии предпринималась попытка реализации программы «Дунай» по созданию оружия массового поражения в нарушение Договора о нераспространении ядерного оружия, подписанного и ратифицированного Румынией в 1970 году. После революции 1989 года программа разработки ядерного оружия была закрыта: с тех пор и по настоящее время Румыния использует ядерные технологии исключительно в мирных целях.

## Ядерная программа
В 1970-е годы на фоне разногласий между Румынией и СССР по ряду военных и политических вопросов, а также при поддержке идее КНР об «альтернативном» социалистическом блоке (КНР, Румыния, СФРЮ, Албания и ряд других соцстран) Николае Чаушеску активно пользовался западной помощью для решения ряда государственных задач, в том числе и по разработке атомного оружия. Среди предпосылок к разработке ядерного оружия выделялись создание Румынского института ядерной физики в 1974 году в городе Питешти и формирование группы национальных физиков-атомщиков в 1976 году в секретном научно-исследовательском центре в городе Турну-Мэгуреле.
Социалистическая Республика Румыния учредила свою первую программу в области ядерных технологий в 1949 году, специализируясь на использовании радиоактивных изотопов в медицине и промышленности. В то же время поступали сведения о том, что ядерная программа Румынии носит двойной характер — параллельно с реализацией планов по строительству первой румынской АЭС Чернаводэ в Румынии с 1978 года велись исследования по разработке собственного ядерного оружия. Так, под строгим надзором Секуритате в секретном научно-исследовательском институте в Мэгуреле реализовывались положения программы «Дунай» по исследованию и разработке оружия массового поражения. Директор института Михай Бэлэнеску (рум. Mihai Bălănescu) утверждал, что в программу входили три отдела: отдел разработки ядерного оружия, отдел разработки ракетного оружия средней дальности и отдел по разработке химического и биологического оружия. Сведения о деятельности этого института были рассекречены Бэлэнеску только в 2006 году.
На фоне конфликтов интересов Румынии и СССР западные страны обычно возвращали румынской разведке политических перебежчиков. В то же время, как утверждает Лучия Хоссу Лонгин, бегство на Запад генерал-лейтенанта Секуритате Иона Михая Почепы отчасти могло быть связано с неким секретным распоряжением Николае Чаушеску, в соответствии с которым Почепа должен был раздобыть некие важные технологии или элементы, необходимые для разработки ядерного оружия.
Согласно спецдокладу Службы внешней разведки Российской Федерации 1995 года, к 1985 году румынские учёные-ядерщики освоили технологию получения плутония из отработанного ядерного топлива, а у Румынии появилась подпрограмма по созданию к 2000 году собственного ядерного оружия. К 1989 году в стране было произведено 585 тонн ядерного топлива (Питешти) и 140 т тяжёлой воды (Турну-Мэгуреле и Турну-Северин). В июле 1989 года в Питешти в эксплуатацию ввели установку мощностью до 1 кг оружейного плутония в год, необходимого для разработки ядерного оружия (для создания ядерного боезаряда требовалось 11 кг этого вещества). Предполагалось, что плутоний мог использоваться в качестве боезаряда на ракетах типа Scud. Имели место планы как наладить отечественное производство, так и заняться закупкой моделей в Китае.

## Выступления против ядерного оружия
В то же время на официальном уровне Николае Чаушеску и высшие государственные чины утверждали, что решительно выступают против распространения ядерного оружия. В декабре 1981 года он выступил с речью перед 300 тысячами собравшихся людей, заявив, что Восток и Запад «должны остановить тех, кто готовит ядерную войну», и призвал США и СССР прекратить гонку вооружений и размещение ракет средней дальности в Европе, утверждая, что это единственный способ предотвратить ядерный конфликт. В мае 1989 года Николае Чаушеску публично признал, что у Румынии, с технической точки зрения, есть все возможности для разработки национального ядерного оружия, что позволило бы стране стать третьей в мире ядерной державой по объёму производства оружейного плутония. Однако он публично подчёркивал своё неприятие идеи оружейной гонки и всячески выступал против дальнейшего распространения ядерного оружия. Эту позицию Чаушеску о неприемлемости создания ядерного оружия подтверждал занимавший пост главы МИД Румынии в 1978—1985 годах Штефан Андрей.
В июле 1989 года министр иностранных дел Венгрии Дьюла Хорн заявил, что Румыния представляет угрозу национальной безопасности Венгрии, разрабатывая ядерную программу и программу ракет средней дальности. Хорн утверждал, что высокопоставленные румынские чиновники подтверждали наличие возможностей у Румынии создать ядерное оружие при необходимости. Румынское правительство отвергла обвинения Хорна. В прессе также встречается утверждения, что СССР (равно как и США) расценивали разработку ядерного оружия Румынией как угрозу национальной безопасности своим странам.

## Сотрудничество с другими странами
Считается, что Румыния вела переговоры с рядом государств по приобретению материалов и технологий в сфере ядерной энергетики и ядерного оружия. Так, в ядерных центрах в городах Питешти и Мэгуреле работали физики-ядерщики из ряда стран, в том числе из США, Франции, Израиля и Китая. После падения власти коммунистов стало известно, что в 1986 году правительство Чаушеску заказало у Индии 14 тонн тяжёлой воды, которая считается необходимым при разработке оружия элементом. Подобный заказ считался нарушением Договора о нераспространении ядерного оружия.
Согласно Элизе Георге, переговоры о возможном строительстве ядерных реакторов Румыния вела с Канадой, Италией, Швецией и Германией, а также с Францией и США, причём она нередко «сталкивала» лбами потенциальных поставщиков, чтобы найти лучшие для себя условия с точки зрения качества. По некоторым данным, Чаушеску также обращался за помощью к ГДР, КНР и Израилю в конце 1980-х годов с просьбой помочь ускорить работы по румынскому атомному оружию: возможной причиной могло быть стремление защитить соцблок от последствий «перестройки».

## После революции
По заявлению «Экспресс-газеты», падение режима коммунистов в 1989 году и последующая смена государственного строя были обоснованы не только протестами внутри Румынии, но и страхом того, что Румыния, создав ядерное оружие, может нарушить мировой баланс ядерных сил и стать угрозой для СССР или даже всей Европы. После свержения коммунистов и казни Чаушеску Румыния окончательно прекратила дальнейшие разработки в области ядерного оружия.
Изначально она согласилась передать всё ядерное топливо Советскому Союзу в обмен на экономическую поддержку, однако вскоре она начала активно сотрудничать и с МАГАТЭ, согласившись передать все свои объекты (в том числе центры ядерных исследований) под надзор МАГАТЭ. Так, уже в 1989 году МАГАТЭ узнало о наличии у Румынии 100 мг плутония, выделенного в 1985 году в исследовательском институте в Питешти: инспекторы прибыли в тот институт, чтобы убедиться в наличии этого типа топлива. В 1992 году в журнале Nucleonics Week было заявлено, что плутоний был получен с помощью ядерных реакторов типа TRIGA, поставленных из США в 1970-е годы.
Усилиями своей внешней разведки Россия добилась того, чтобы на её территорию вывезли всё румынское ядерное топливо для последующей утилизации, поскольку им слишком активно интересовались американцы. В 2003 году МАГАТЭ получила от Румынии последние запасы ядерного топлива, необходимого для разработки ядерного оружия — 15 кг высокообогащённого урана (по другим данным, масса составила 13,5 кг). Уран был вывезен тайно в Новосибирск, где был переработан на заводе химических концентратов в непригодный для оружейного использования материал.